# 楊珧
楊 珧（よう よう、? - 291年）は、中国西晋の武将・政治家。字は文琚。本貫は弘農郡華陰県。兄は楊駿。弟は楊済。『晋書』に伝がある。

## 生涯
若い頃から人望と名声があったという。司馬炎より厚遇され、尚書令・衛将軍を歴任した。『晋書』「任愷伝」によると、賈充と任愷の派閥抗争では、賈充派の一人に数えられていた。
咸寧2年（276年）10月、姪の楊芷が皇后に立てられると、楊芷の父の楊駿は権勢をほしいままにするようになった。弟の楊珧もまた恩恵を受けるようになり、楊駿と末弟の楊済と共に天下三楊と称された。だが、楊駿の振る舞いを見た楊珧は、彼の時代は長く続かないと思い、禍を恐れて司馬炎へ幾度も辞職を願い出たが、認められなかった。楊珧は上表し「古今を見渡しますに、2人の皇后を出した一族がその繁栄を全うした試しは無く、必ずや宗族に禍が起きる事でしょう。願わくば、臣の上表分を宗廟に収蔵していただきますよう。そして、もし臣が発言した通りの事態となったならば、この奏書により罪を免じて頂きますよう」と請うと、司馬炎はこれを認めた。
咸寧3年（277年）7月、楊珧は「古の帝王が諸侯を封じたのは地方を守らせて王室を安定させるためです。今、諸侯王は皆京師（洛陽）におり、封建の意義が失われております。異姓の諸将に辺境を守らせるのではなく、皇族を派遣するべきです」と進言すると、司馬炎は同意した。そして、領地の数に応じて封国を三段階に分け、大国に3軍5000人、次国に2軍3000人、小国に1軍2000人を置いた。また、諸王の中で地方を治めている者は封国を任地の近くに移し、爵号を変更させた。
皇太子司馬衷の妃である賈南風は嫉妬深く、司馬衷の子を妊娠した妾を殺したことがあった。司馬炎はこれに激怒し、金墉城を修築して賈妃を監禁しようとしたが、楊珧は荀勗・馮紞・趙粲・充華（妃嬪の称号）は賈南風をかばい「賈妃はまだ若く、嫉妬心というものは女性の正常な心理でもあります。成長したら改善されることでしょう」と諫めると、司馬炎は取りやめた。
侍中王済は匈奴攣鞮部の劉淵が才能に文武両道で才能に溢れている事から、呉の征伐を任せるべきだと進言した。だが、楊珧は孔恂と共に進み出て「臣が劉淵の才覚を見たところ、おそらく他に並ぶものはいないでしょう。もし陛下が彼に兵権を与えれば、呉を平定した後、転進して北に軍を向けるやもしれません。彼は胡族であり、胸のうちに、必ず異心があります。ですから臣は、ひそかに陛下のために、この件について憂慮しております。彼に長江の要害に拠るような機会を与えてはなりません」と言った。そのために、司馬炎は黙り込んでしまった。
咸寧5年（279年）12月、馬隆が涼州に出征して禿髪樹機能の乱を平定すると、征西に従軍した将兵に恩賞を与える議論が行われたが、これに反対する者が多かった。楊珧はこれに対し「以前、馬隆が出征するとき、わずかな爵位と激励の言葉があっただけでした。今、馬隆は西土を平定したのに恩賞を賜らないのであれば、朝廷は今後どのように人を用いるというのでしょうか」と述べると、司馬炎はもっともだと思いこれに従った。
右軍督趙休は上書して「かつて、王莽の一族は五侯を出し、兄弟は皆その権力を笠に着ておりました。今、楊氏は三侯を出し、皆並んで高位にあり、天変がしばしば見られるようになりました。臣は密かに陛下の為にこの事を憂慮しております」と述べた。これを聞いた楊珧は大いに恐れ、改めて固く辞職を請うた。遂に要求は聞き入れられ、銭100万・絹5000匹が下賜された。楊珧は職を辞したものの、その後も朋友と交流を続けており、依然として朝廷での影響を保った。
太康3年（282年）4月、司馬炎の弟である斉王司馬攸の声望が高い事からこれを危険視し、封国に帰還させるよう強く進言した。12月、正式に詔が下り、司馬攸は大司馬・都督青州諸軍事に任じられて青州に赴くよう命じられると、征東大将軍王渾はこれを諫め、司馬攸を朝廷に留めて汝南王司馬亮と楊珧と共に政務の補佐に当たらせるのが最良であると説いたが、容れられなかった。司馬攸の側近である中護軍羊琇と北軍中侯成粲は楊珧を怨み、彼を殺害しようと謀った。楊珧はこれを知ると、病気を理由に家に籠って難を逃れた。また、秘かに羊琇等を弾劾し、太僕に左遷させた。
太熙元年（290年）4月、司馬炎が崩御すると、朝廷内外の権力はますます兄の楊駿の下に集まるようになった。
永平元年（291年）1月、恵帝の皇后賈南風は楊駿の権勢を妬み、宦官の董猛・孟観・李肇と共に楊氏一派の誅殺の計画を練った。3月、賈南風は楚王司馬瑋と結託して政変を起こすと、楊駿は殺害されてその三族及び側近の者は尽く捕らえられた。楊珧は敢えてこれに抵抗せず、おとなしく捕まった。楊珧は人望があったので、魏の鍾毓（鍾会の兄）の先例を挙げて助命を嘆願する声も多かった。また、楊珧は東安公司馬繇へ「臣の上奏文が宗廟に保管されているはずだ。張華に聞いてくれ給え」と訴えたが、司馬繇は楊氏一派を嫌ってので、構わずに処刑された。当時の群臣でこれを嘆かない者はいなかったという。

## 子孫の墓誌
20世紀以降、弘農楊氏の本貫地である陝西省華陰県（現在の華陰市）や隣の潼関県などでは楊氏の墓誌が多数発見されている。そのうち、北魏から隋にかけての楊氏の墓誌に祖先として言及されている楊瑤は、楊震の5世孫または6世孫で、晋の侍中、儀同三司、尚書令、城陽亭侯であったと書かれている。漢字の「瑤」と「珧」は同音かつほぼ同義で、この「楊瑤」は楊珧を指すと考えられるので、つまり、楊鈞の一族（越公房楊氏）と楊播の一族は楊珧の直系の子孫を自認していたことになる。
ただし、前述の賈南風の粛清を楊珧の子孫が生き延びたとする解釈には無理があり、唐長孺は西晋の楊氏と北魏以降の楊氏の直接的な血縁関係には否定的である。
なお、洛陽で出土した咸寧4年（278年）の石碑「辟雍碑」には「儋事給事中光祿大夫關内矦珧」と書かれており、このうち詹事、給事中、光禄大夫は『晋書』の「職官志」に書かれている楊珧の肩書と一致するので、「関内侯珧」は楊珧のことで間違いない。したがって、やはり彼の名は「珧」が正しく、これらの墓誌の「瑤」は誤りである。

## 参考資料
- (中国語) 『晋書』「楊駿伝」, ウィキソースより閲覧。
- (中国語) 『晋書』「后妃伝」, ウィキソースより閲覧。
- (中国語) 『晋書』「職官志」, ウィキソースより閲覧。